# Julien Temple
Julien Temple (* 26. listopadu 1953 v Londýně) je anglický režisér filmů, dokumentů a hudebních videí.

## Filmografie
- The Great Rock 'n' Roll Swindle (1979)
- UK Subs: Punk Can Take It (1979)
- Samson: Biceps Of Steel (1980)
- The Secret Policeman's Other Ball (1982)
- It's All True (1983)
- Mantrap (1983)
- Absolute Beginners (1986)
- Running out of Luck (1987)
- Aria (1987)
- Pozemšťanky jsou lehce k mání (1988)[3]
- Stones at the Max (1991)
- Bullet (1996)
- Vigo: A Passion for Life (1998)
- The Filth and the Fury (2000)
- Pandæmonium (2000)
- Glastonbury (2006)
- Joe Strummer: The Future Is Unwritten (2007)
- The Sex Pistols: There'll Always Be An England (2008)
- The Eternity Man (2008)
- Oil City Confidential (2009)
- Requiem For Detroit (2009)
- Ray Davies - Imaginary Man (2010)
- Dave Davies - Kinkdom Come (2011)
- London: The Modern Babylon (2012)
- You Really Got Me (v přípravě)
- Rio 50 Degrees: Carry on CaRIOca (2014)

### Hudební videa
| Rok  | Skladba                              | Umělec                          |
| ---- | ------------------------------------ | ------------------------------- |
| 1977 | "God Save the Queen"                 | Sex Pistols                     |
| 1979 | "Hey Hey, My My (Into the Black)"    | Neil Young                      |
| 1980 | "Breaking the Law"                   | Judas Priest                    |
| 1980 | "Living After Midnight"              | Judas Priest                    |
| 1980 | "Argent trop cher"                   | Téléphone                       |
| 1981 | "She's Got Claws"                    | Gary Numan                      |
| 1981 | "Magnetic Fields Part 2"             | Jean Michel Jarre               |
| 1981 | "Don't Go"                           | Judas Priest                    |
| 1981 | "Heading Out to the Highway"         | Judas Priest                    |
| 1981 | "Hot Rockin'"                        | Judas Priest                    |
| 1981 | "Rock This Town"                     | Stray Cats                      |
| 1981 | "Stray Cat Strut"                    | Stray Cats                      |
| 1982 | "Save It for Later"                  | The Beat                        |
| 1982 | "Do You Really Want to Hurt Me"      | Culture Club                    |
| 1982 | "See You"                            | Depeche Mode                    |
| 1982 | "The Meaning of Love"                | Depeche Mode                    |
| 1982 | "Leave in Silence"                   | Depeche Mode                    |
| 1982 | "Come On Eileen"                     | Dexys Midnight Runners          |
| 1982 | "You've Got Another Thing Comin'"    | Judas Priest                    |
| 1982 | "Come Dancing"                       | The Kinks                       |
| 1983 | "Freewheel Burning"                  | Judas Priest                    |
| 1983 | "Don't Forget to Dance"              | The Kinks                       |
| 1983 | "State of Confusion"                 | The Kinks                       |
| 1983 | "Too Much Blood"                     | The Rolling Stones              |
| 1983 | "Undercover of the Night"            | The Rolling Stones              |
| 1984 | Jazzin' for Blue Jean                | David Bowie                     |
| 1984 | "Do It Again"                        | The Kinks                       |
| 1984 | "She Was Hot"                        | The Rolling Stones              |
| 1984 | "Smooth Operator"                    | Sade                            |
| 1986 | "Absolute Beginners"                 | David Bowie                     |
| 1986 | "Don't Need a Gun"                   | Billy Idol                      |
| 1986 | "When I Think of You"                | Janet Jacksonová                |
| 1987 | "Day-In Day-Out"                     | David Bowie                     |
| 1988 | "This Note's for You"                | Neil Young                      |
| 1989 | "Planet Texas"                       | Kenny Rogers                    |
| 1989 | "No More"                            | Neil Young                      |
| 1989 | "Rockin' in the Free World"          | Neil Young                      |
| 1989 | "Tin Machine"                        | Tin Machine                     |
| 1989 | "Free Fallin'"                       | Tom Petty                       |
| 1989 | "Yer So Bad"                         | Tom Petty                       |
| 1989 | "Forever Blue"                       | Swing Out Sister                |
| 1990 | "Alright"                            | Janet Jacksonová                |
| 1990 | "F*!#in' Up"                         | Neil Young                      |
| 1990 | "Over and Over"                      | Neil Young                      |
| 1990 | "I'm Your Baby Tonight"              | Whitney Houston                 |
| 1991 | "Don't Rock the Jukebox"             | Alan Jackson                    |
| 1991 | "(Everything I Do) I Do It For You"  | Bryan Adams                     |
| 1991 | "Highwire"                           | The Rolling Stones              |
| 1991 | "King of the Hill" (feat. Tom Petty) | Roger McGuinn                   |
| 1991 | "Into the Great Wide Open"           | Tom Petty and the Heartbreakers |
| 1991 | "Learning to Fly"                    | Tom Petty and the Heartbreakers |
| 1992 | "Poison Arrow"                       | ABC                             |
| 1992 | "Black Sunshine"                     | Me Phi Me                       |
| 1992 | "Pu' Sho Hands 2Getha"               | Me Phi Me                       |
| 1992 | "Sad New Day"                        | Me Phi Me                       |
| 1992 | "Harvest Moon"                       | Neil Young                      |
| 1992 | "Elvis On Velvet"                    | Stray Cats                      |
| 1993 | "Adam in Chains"                     | Billy Idol                      |
| 1993 | "For Tomorrow"                       | Blur                            |
| 1993 | "Come Undone"                        | Duran Duran                     |
| 1993 | "Too Much Information"               | Duran Duran                     |
| 1993 | "I'm Gonna Soothe You"               | Maria McKee                     |
| 1994 | "The Eyes of Truth"                  | Enigma                          |
| 1994 | "Return to Innocence"                | Enigma                          |
| 1996 | "Beyond the Invisible"               | Enigma                          |
| 1997 | "Beautiful Night"                    | Paul McCartney                  |
| 2001 | "Have You Ever"                      | S Club 7                        |
| 2002 | "You"                                | S Club 7                        |
| 2004 | "Mary"                               | Scissor Sisters                 |
| 2006 | "Love You But You're Green"          | Babyshambles                    |
| 2006 | The Blinding"                        | Babyshambles                    |
| 2009 | "Postcard From London"               | Ray Davies                      |